# Jim Fuchs
Jim Fuchs (Estados Unidos, 6 de diciembre de 1927-8 de octubre de 2007) fue un atleta estadounidense, especialista en la prueba de lanzamiento de peso en la que llegó a ser medallista de bronce olímpico en 1948 y en 1952.

## Carrera deportiva
Con 20 años de edad participó en los Juegos Olímpicos de Londres 1948 (Reino Unido), donde logró la medalla de bronce en lanzamiento de peso con una marca de 16.420 metros.En los JJ. OO. de Helsinki 1952 repitió medalla al ganar la medalla de bronce en el lanzamiento de peso, con una marca de 17.06 metros, siendo superado por sus compatriotas Parry O'Brien (oro con 17.41 m) y Darrow Hooper (plata con 17.39 metros).
A lo largo de su carrera, ganó dos medallas de oro en los Juegos Panamericanos en 1951, una en el lanzamiento de peso y una en el disco.
El 28 de julio de 1949 estableció un nuevo récord mundial en lanzamiento de peso con una marca de 17,79 metros, una distancia que él mismo logró aumentar hasta los 17,95 metros el 22 de agosto de 1950. Este récord estuvo vigente hasta el 9 de mayo de 1953 cuando el también americano Parry O'Brien logró superarlo con una marca de 18,00 metros.